# Покровське (Тюменська область)

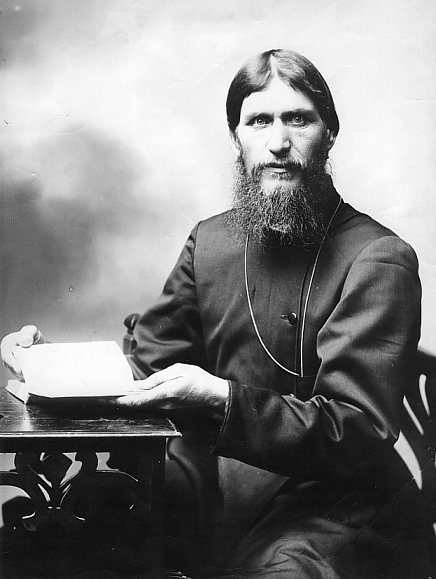
Григорій Распутін, уродженець села Покровське.

Покровське (рос. Покровское — село в Ярковському районі Тюменської області Російської Федерації, центр муніципального утворення Покровське сільське поселення. Місце народження Григорія Распутіна.

## Географія
Розташоване на річці Тура в 24 км на південний захід від Ярково. Біля села проходить автодорога Р-404.

## Пам'ятки
На честь Распутіна в селі діє історико-культурний центр «Казанський». 17 липня 1992 року в Покровському відкрито музей Григорію Распутіну. В основу експозиції лягли особисті речі родини Распутіних, серед яких: справжні фотографії Распутіна і його сім'ї з дарчими написами, особисті записки Распутіна, проект іконостасу місцевого храму, копії документів з різних архівів Росії, і великий друкований матеріал про Распутіна, виданий на різних мовах світу. Робота музею відзначена дипломом на міжнародній музейної бієнале, на конкурсі «Музей — Євразія 2006»..